# ロッシュコート
ロッシュコート（英語表記「Roche Court」）は、和歌山県岩出市にあるショッピングセンター。

## 概要
和歌山バイパス（国道24号）沿い、備前交差点の北西にある。
1996年にダイエー・ハイパーマート岩出店として開業したが、ハイパーマートの経営不振を受け2000年9月30日に閉鎖された。
その後はしばらく建物ごと放置されていたが、2007年4月に現在の『ロッシュコートI』（以下「I」）の駐車場の一部を転用してKTVハウジングの『KTVわかやま岩出住宅展示場』がオープン。
そして同年9月21日に、「I」の2階にヒマラヤが入居し、『ロッシュコート』として約7年ぶりに再出発を果たした。
「I」の1階は空床のままだったが、2008年9月下旬にマナベインテリアハーツが入居している。
さらに、2008年5月には西側（ダイエー時代の「第2駐車場」跡地）にも『ロッシュコートII』がオープンした。以降、公道を挟んだ東側を「I」、西側を「II」としている。

## 店舗一覧

### ロッシュコートI
地上2階建てで、かつてのハイパーマートのようなハイパーマーケットに特有のスロープ式のエスカレーターが現在も供用されている。他方、エレベーターは設けられていない。
- マナベインテリアハーツ（1階）
- ヒマラヤ（2階）
- ダイソー(100円ショップ)      (2階)

- 駐車場（屋上）
- KTVわかやま岩出住宅展示場（別棟閉店)いつ閉店したかは不明である

### ロッシュコートII
駐車場を中心として、奥に上新電機、東側に商店街のように平屋建ての店舗が連なっており、各建物ごとに一つの店舗が入居・営業している。
- 上新電機
- ドラッグストアキリン
- 丸亀製麺
- 赤から
- ビジョンメガネ

### ダイエー・ハイパーマート時代
- 食料品、フードコートなど（1階）
- 電器店など（2階）